# Amphilepis nuda
Amphilepis nuda is een slangster uit de familie Amphilepididae.
De wetenschappelijke naam van de soort werd in 1976 gepubliceerd door Luiz Roberto Tommasi.